# 和平橋 (喬治亞)

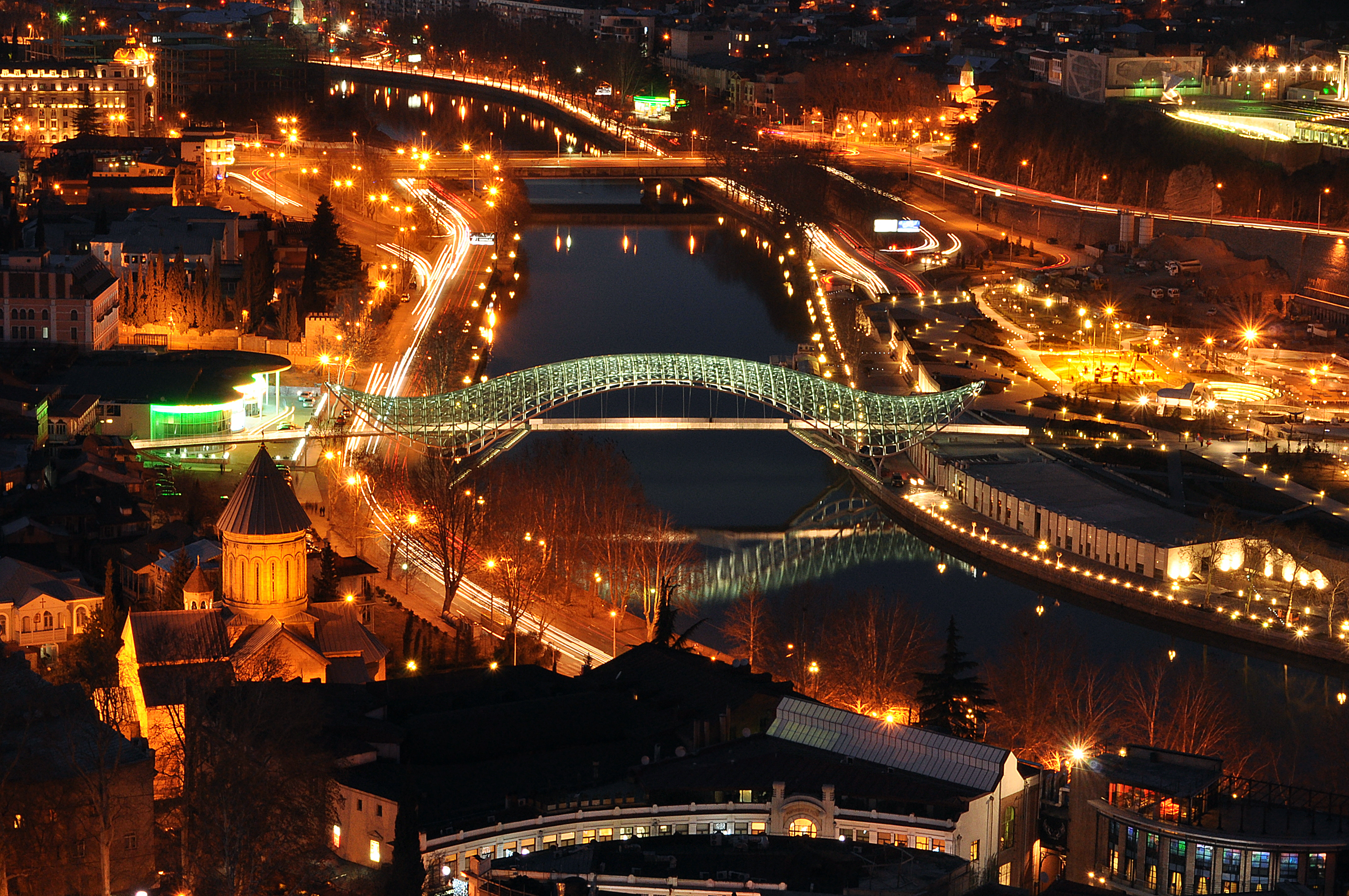

和平橋是位於喬治亞首都提比里斯市區庫拉河上的一座橋樑。和平橋的設計者是義大利建築師Michele De Lucchi，他也是喬治亞總統府的設計者。